# Lebeckia leptophylla
Lebeckia leptophylla är en ärtväxtart som beskrevs av George Bentham. Lebeckia leptophylla ingår i släktet Lebeckia och familjen ärtväxter. Inga underarter finns listade i Catalogue of Life.